# Fisher (Minnesota)
Fisher es una ciudad ubicada en el condado de Polk en el estado estadounidense de Minnesota. En el Censo de 2010 tenía una población de 435 habitantes y una densidad poblacional de 395,19 personas por km².

## Geografía
Fisher se encuentra ubicada en las coordenadas 47°47′57″N 96°47′58″O / 47.79917, -96.79944. Según la Oficina del Censo de los Estados Unidos, Fisher tiene una superficie total de 1.1 km², de la cual 1.1 km² corresponden a tierra firme y (0%) 0 km² es agua.

## Demografía
Según el censo de 2010, había 435 personas residiendo en Fisher. La densidad de población era de 395,19 hab./km². De los 435 habitantes, Fisher estaba compuesto por el 97.93% blancos, el 0.23% eran afroamericanos, el 0.92% eran amerindios, el 0% eran asiáticos, el 0% eran isleños del Pacífico, el 0.69% eran de otras razas y el 0.23% pertenecían a dos o más razas. Del total de la población el 4.6% eran hispanos o latinos de cualquier raza.